# Rendena (razza bovina)

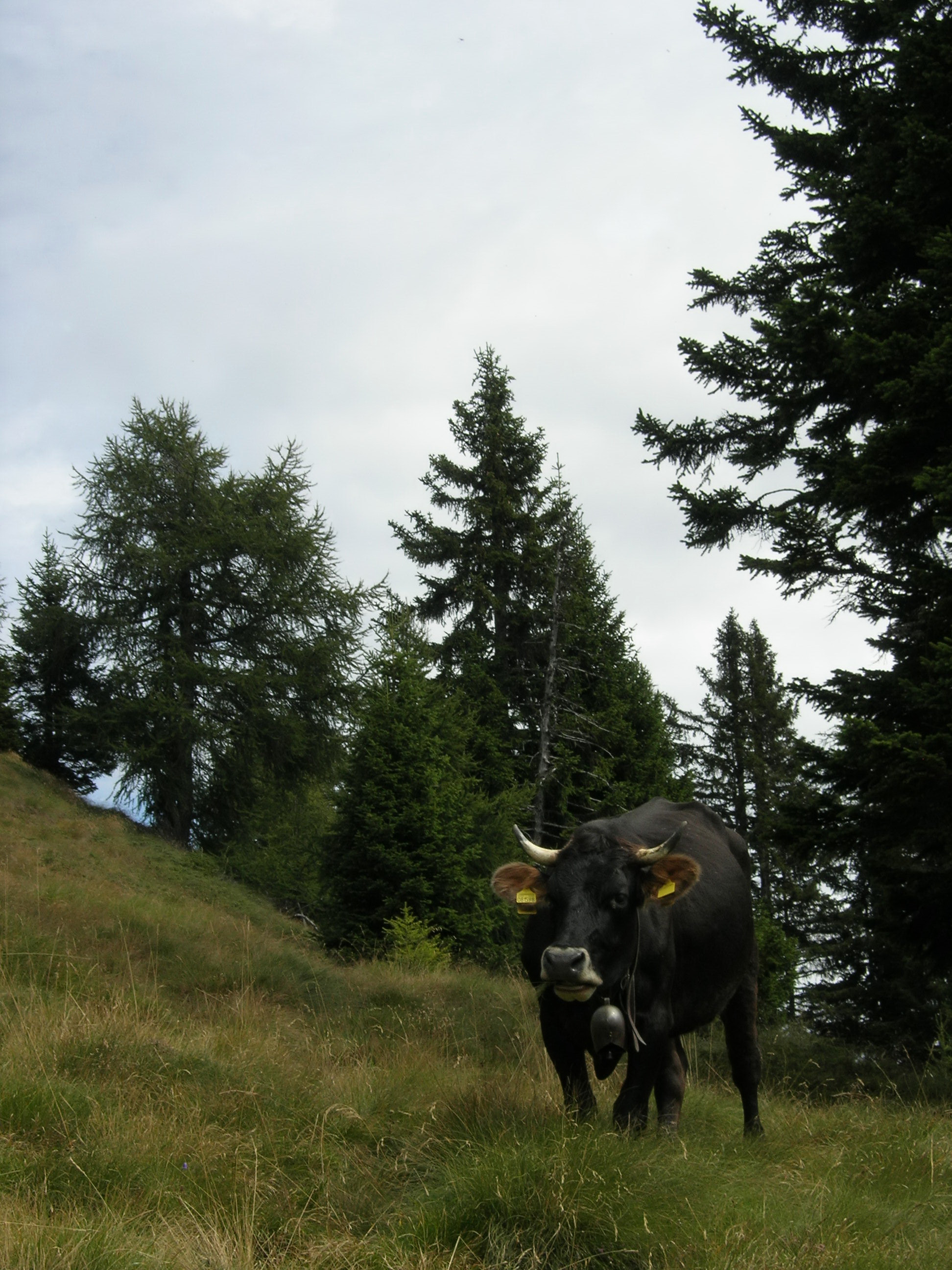
Vacca di razza Rendena

La Rendena (o Tiroler Rendenavieh) è una razza bovina autoctona delle regioni alpine originaria dell'omonima valle trentina. La Rendena passa circa 6 mesi in alpeggio e 6 mesi in stalla. È considerata a rischio di estinzione: la sua consistenza attuale si aggira sui 7000 capi (circa 4000 vacche).

## Storia
Le origini di questa razza risalgono ai primi del Settecento quando la peste bovina proveniente dall'est europeo diffusasi in Val Rendena aveva quasi azzerato il patrimonio zootecnico locale. Proprio a quel periodo risalgono le prime importazioni di bestiame dalla Svizzera; tali soggetti incrociati con il bestiame indigeno sopravvissuto alle epidemie e successivamente selezionato diedero origine all'attuale razza Rendena che si diffuse in tutto il nord Italia soprattutto grazie alla sua spiccata attitudine alla produzione di latte. Verso la fine dell'800 raggiunse la consistenza di oltre 800.000 capi allevati. A quel periodo seguirono poi le guerre e le leggi fasciste che ne ridussero la consistenza a poche migliaia di capi.
Dal 1942, l'uso di tori Rendena per l'allevamento sono vietati dalla legge italiana e la popolazione è scesa a poche migliaia. L'associazione di allevatori, l'Associazione Nazionale Allevatori Bovini di Razza Rendena (A.N.A.RE.) di Trento, fu costituita nel 1984, con il Decreto del Presidente della Repubblica n. 854 del 23 ottobre pubblicato sulla Gazzetta Ufficiale n. 347 del 19 dicembre. Nel 2007 è stata riportata una popolazione di 6.986 capi. La Rendena non è tra le sedici razze bovine minori italiane di limitata diffusione e tutelate dal Ministero delle politiche agricole alimentari e forestali.

## La Rendena oggi
Molto adatta all'alpeggio fornisce una produzione media a lattazione di circa 54 quintali. È una razza a duplice attitudine (latte e carne) e produce carcasse con valutazione SEUROP mediamente di classe R; attualmente è maggiormente diffusa in Trentino (Val Rendena) e nelle province di Padova e Vicenza, e in minor parte la si trova in altre province del nord Italia. Di particolare importanza è lo schema di selezione applicato sulla popolazione che prevede l'impiego di giovani tori (soggetti senza valutazione genetica) come padri di toro (genitori di nuovi riproduttori). Questo schema ha permesso di mantenere elevata la variabilità genetica e di preservare la razza dal pericolo di consanguineità.

## Uso
La Rendena è una buona produttrice di latte. I rendimenti delle giovani vacche che trascorrono 100 giorni o più in alto alpeggio sono in media di 4733 kg per lattazione; il latte ha 3,50% di grassi e 3,36% di proteine. Le vacche che invece rimangono in stalla tutto l'anno producono circa 6000 kg per lattazione.
Dal latte della Rendena viene prodotto un formaggio tipico trentino chiamato Spressa delle Giudicarie.